# Łapy-Łynki
Łapy-Łynki – wieś w Polsce położona w województwie podlaskim, w powiecie białostockim, w gminie Łapy.
Wieś posiada status sołectwa.
W latach 1975–1998 miejscowość administracyjnie należała do województwa białostockiego.
Pod względem powierzchni wieś jest najmniejszą miejscowością w gminie Łapy. Jej obszar wynosi 77 ha.

Przez miejscowość przebiega droga wojewódzka nr 681.
Wierni kościoła rzymskokatolickiego należą do parafii św. Apostołów Piotra i Pawła w Łapach.